# Коженкова Анастасія Миколаївна
Анастасія Миколаївна Коженкова (нар. 19 січня 1986, Ковель) — українська веслувальниця (академічне веслування), олімпійська чемпіонка, чемпіонка світу та Європи, заслужений майстер спорту України.

## Біографія
Народилася 19 січня 1986 р. в м. Ковель (Волинська область).
У Ковелі спочатку займалася баскетболом. Звідти у 2000 р. її забрали до Києва займатися академічним веслуванням в Київському спортивному ліцеї-інтернаті. Перший тренер — Олександр Горовий. У 2007 р. переїхала до Дніпропетровська. Теперішні тренери — Володимир Морозов та Міфтахутдинова Діна Артурівна.
У 2008 р. закінчила Національний університет фізичного виховання і спорту України (Київ).

## Спортивна кар'єра
Тричі ставала чемпіонкою Європи: у 2009 в парній четвірці (Світлана Спірюхова, Тетяна Колеснікова, Анастасія Коженкова і Яна Дементьєва), 2010 в парній четвірці (Катерина Тарасенко, Олена Буряк, Анастасія Коженкова і Яна Дементьєва), і 2011 в двійці з Яною Дементьєвою. Чемпіонка світу-2009 в парній четвірці (Світлана Спірюхова, Тетяна Колеснікова, Анастасія Коженкова і Яна Дементьєва), срібна призерка чемпіонату світу-2010 в парній четвірці (Катерина Тарасенко, Олена Буряк, Анастасія Коженкова і Яна Дементьєва).
Член олімпійської збірної України на Іграх XXX Олімпіади 2012 року в Лондоні. У складі четвірки парної (Анастасія Коженкова, Яна Дементьєва, Катерина Тарасенко й Наталія Довгодько) стала олімпійською чемпіонкою.
- 2014 — X місце на чемпіонаті світу в двійках парних;
- 2015 — VI місце на чемпіонаті Європи в двійках парних;
- 2016 — III місце на етапі Кубку світу в четвірках парних, III місце на чемпіонаті Європи в четвірках парних; II місце на кваліфікаційній олімпійській регаті в четвірках парних.

На XXXI Олімпійських іграх 2016 року в складі парної четвірки (Дарина Верхогляд, Олена Буряк, Анастасія Коженкова і Євгенія Німченко) була четвертою.
- 2017 — VIII місце на чемпіонаті світу в четвірках парних;
- 2018 — IV місце на етапі Кубку світу в четвірках парних, II місце на чемпіонаті Європи в четвірках парних, IX місце на чемпіонаті світу в четвірках парних;
- 2019 — III місце на чемпіонаті Європи в четвірках парних.

## Спортивні результати
| Рік  | Змагання                                                  | Місце проведення                 | W1x       | W1x   | W2x       | W2x   | W4x       | W4x   |
| Рік  | Змагання                                                  | Місце проведення                 | Результат | Місце | Результат | Місце | Результат | Місце |
| ---- | --------------------------------------------------------- | -------------------------------- | --------- | ----- | --------- | ----- | --------- | ----- |
| 2008 | Чемпіонат Європи                                          | Афіни, Греція                    | 07:49.18  | 11    | Н/Д       | Н/Д   | Н/Д       | Н/Д   |
| 2009 | Чемпіонат світу                                           | Познань, Польща                  | Н/Д       | Н/Д   | Н/Д       | Н/Д   | 06:18.41  | 1     |
| 2009 | Чемпіонат Європи                                          | Берестя, Білорусь                | Н/Д       | Н/Д   | Н/Д       | Н/Д   | 06:30.90  | 1     |
| 2010 | Кубок світу                                               | Белград, Сербія                  | Н/Д       | Н/Д   | Н/Д       | Н/Д   | 06:29.43  | 2     |
| 2010 | Кубок світу                                               | Люцерн, Швейцарія                | Н/Д       | Н/Д   | Н/Д       | Н/Д   | 06:24.78  | 2     |
| 2010 | Чемпіонат Європи                                          | Монтемор-у-Велю, Португалія      | Н/Д       | Н/Д   | Н/Д       | Н/Д   | 06:22.22  | 1     |
| 2010 | Чемпіонат світу                                           | Гамільтон, Нова Зеландія         | Н/Д       | Н/Д   | Н/Д       | Н/Д   | 07:14.95  | 2     |
| 2011 | Кубок світу                                               | Мюнхен, Німеччина                | Н/Д       | Н/Д   | Н/Д       | Н/Д   | 06:17.14  | 1     |
| 2011 | Кубок світу                                               | Гамбург, Німеччина               | Н/Д       | Н/Д   | Н/Д       | Н/Д   | 06:29.32  | 2     |
| 2011 | Кубок світу                                               | Люцерн, Швейцарія                | Н/Д       | Н/Д   | 06:58.92  | 3     | Н/Д       | Н/Д   |
| 2011 | Чемпіонат світу                                           | Блед, Словенія                   | Н/Д       | Н/Д   | 06:49.64  | 4     | Н/Д       | Н/Д   |
| 2011 | Чемпіонат Європи                                          | Пловдив, Болгарія                | Н/Д       | Н/Д   | 07:06.17  | 1     | Н/Д       | Н/Д   |
| 2012 | Кубок світу                                               | Белград, Сербія                  | Н/Д       | Н/Д   | Н/Д       | Н/Д   | 06:31.09  | 1     |
| 2012 | Кубок світу                                               | Люцерн, Швейцарія                | Н/Д       | Н/Д   | Н/Д       | Н/Д   | 06:15.37  | 1     |
| 2012 | Кубок світу                                               | Мюнхен, Німеччина                | Н/Д       | Н/Д   | Н/Д       | Н/Д   | 06:33.08  | 1     |
| 2012 | Олімпійські ігри                                          | Лондон, Велика Британія          | Н/Д       | Н/Д   | Н/Д       | Н/Д   | 06:35.93  | 1     |
| 2014 | Чемпіонат світу                                           | Амстердам, Нідерланди            | Н/Д       | Н/Д   | 07:00.66  | 10    | Н/Д       | Н/Д   |
| 2015 | Чемпіонат Європи                                          | Познань, Польща                  | Н/Д       | Н/Д   | 07:07.81  | 6     | Н/Д       | Н/Д   |
| 2016 | Кубок світу                                               | Варезе, Італія                   | Н/Д       | Н/Д   | Н/Д       | Н/Д   | 06:39.37  | 3     |
| 2016 | Чемпіонат Європи                                          | Бранденбург-на-Гафелі, Німеччина | Н/Д       | Н/Д   | Н/Д       | Н/Д   | 07:21.12  | 3     |
| 2016 | Європейська та фінальна олімпійська кваліфікаційна регата | Люцерн, Швейцарія                | Н/Д       | Н/Д   | Н/Д       | Н/Д   | 06:20.67  | 2     |
| 2016 | Олімпійські ігри                                          | Ріо-де-Жанейро, Бразилія         | Н/Д       | Н/Д   | Н/Д       | Н/Д   | 06:56.09  | 4     |
| 2017 | Чемпіонат світу                                           | Сарасота, США                    | Н/Д       | Н/Д   | Н/Д       | Н/Д   | 06:27.92  | 8     |
| 2018 | Кубок світу                                               | Лінц, Австрія                    | Н/Д       | Н/Д   | Н/Д       | Н/Д   | 06:29.05  | 4     |
| 2018 | Чемпіонат Європи                                          | Глазго, Велика Британія          | Н/Д       | Н/Д   | Н/Д       | Н/Д   | 06:23.86  | 2     |
| 2018 | Чемпіонат світу                                           | Пловдив, Болгарія                | Н/Д       | Н/Д   | Н/Д       | Н/Д   | 06:22.49  | 9     |
| 2019 | Чемпіонат Європи                                          | Люцерн, Швейцарія                | Н/Д       | Н/Д   | Н/Д       | Н/Д   | 06:18.82  | 3     |
| 2020 | Чемпіонат Європи                                          | Познань, Польща                  | Н/Д       | Н/Д   | Н/Д       | Н/Д   | 06:30.46  | 4     |
| 2021 | Чемпіонат Європи                                          | Варезе, Італія                   | Н/Д       | Н/Д   | Н/Д       | Н/Д   | 06:27.89  | 6     |
| 2021 | Європейська олімпійська кваліфікаційна регата             | Варезе, Італія                   | Н/Д       | Н/Д   | Н/Д       | Н/Д   | 06:42.88  | 4     |
| 2022 | Кубок світу                                               | Белград, Сербія                  | Н/Д       | Н/Д   | Н/Д       | Н/Д   | 06:31.09  | 3     |
| 2022 | Чемпіонат Європи                                          | Мюнхен, Німеччина                | Н/Д       | Н/Д   | 07:16.05  | 8     | Н/Д       | Н/Д   |
| 2022 | Чемпіонат світу                                           | Рачице, Чехія                    | Н/Д       | Н/Д   | 06:57.46  | 7     | Н/Д       | Н/Д   |
| 2023 | Кубок світу                                               | Загреб, Хорватія                 | Н/Д       | Н/Д   | Н/Д       | Н/Д   | 06:24.43  | 1     |
| 2023 | Чемпіонат Європи                                          | Блед, Словенія                   | Н/Д       | Н/Д   | Н/Д       | Н/Д   | 06:19.12  | 1     |
| 2023 | Кубок світу                                               | Люцерн, Швейцарія                | Н/Д       | Н/Д   | Н/Д       | Н/Д   | 06:27.74  | 5     |
| 2023 | Чемпіонат світу                                           | Белград, Сербія                  | Н/Д       | Н/Д   | Н/Д       | Н/Д   | 06:29.88  | 8     |
| 2024 | Кубок світу                                               | Варезе, Італія                   | Н/Д       | Н/Д   | Н/Д       | Н/Д   | 06:11.32  | 1     |
| 2024 | Чемпіонат Європи                                          | Сегед, Угорщина                  | Н/Д       | Н/Д   | Н/Д       | Н/Д   | 06:43.02  | 2     |

## Державні нагороди
- Орден «За заслуги» III ст. (15 серпня 2012) — за досягнення високих спортивних результатів на XXX літніх Олімпійських іграх у Лондоні, виявлені самовідданість та волю до перемоги, піднесення міжнародного авторитету України[19]